# Madame Vigée Le Brun et sa fille
Madame Vigée Le Brun et sa fille est un tableau réalisé par la peintre française Élisabeth Vigée Le Brun en 1789. De format vertical, cette huile sur bois est un double portrait de l'artiste et sa fille Jeanne-Lucie-Louise, dite Julie, en train de s'enlacer devant un fond monochrome. Cet autoportrait a été peint pour Charles Claude Flahaut de La Billarderie, comte d'Angiviller, directeur des bâtiments du roi. Saisie durant la Révolution, l'œuvre est conservée au musée du Louvre, à Paris. 
Il s'agit de son second autoportrait avec sa fille ; le premier, également au Louvre, a été réalisé trois ans auparavant et décrit la même tendresse maternelle. 